# Andreas Martinsen (Leichtathlet)
Andreas Martinsen (* 17. Juli 1990) ist ein dänischer Hürdenläufer, der sich auf die 110-Meter-Distanz spezialisiert hat.

## Sportliche Laufbahn
Erste internationale Erfahrungen sammelte Andreas Martinsen im Jahr 2007, als er bei den Jugendweltmeisterschaften in Ostrava in 13,86 s den vierten Platz über die U18-Hürden belegte. Im Jahr darauf gelangte er bei den Juniorenweltmeisterschaften in Bydgoszcz bis ins Halbfinale und schied dort mit 13,83 s aus. 2009 erreichte er dann bei den Junioreneuropameisterschaften in Novi Sad das Finale, konnte dort sein Rennen aber nicht beenden. 2011 schied er bei den Halleneuropameisterschaften in Paris mit 8,38 s in der ersten Runde über 60 m Hürden aus und im Juli schied er bei den U23-Europameisterschaften in Ostrava mit 14,10 s im Halbfinale aus. 2014 startete er dann erstmals bei den Freilufteuropameisterschaften in Zürich und kam dort mit 13,97 s nicht über die erste Runde hinaus. Im Jahr darauf schied er bei den Halleneuropameisterschaften in Prag mit 7,73 s im Halbfinale über 60 m Hürden aus und auch bei den Leichtathletik-Hallenweltmeisterschaften 2016 in Portland schied er mit 7,75 s im Semifinale aus. Anschließend gelangte er bei den Europameisterschaften in Amsterdam bis ins Halbfinale und schied dort mit 13,89 s aus. 2017 belegte er bei den Halleneuropameisterschaften in Belgrad in 7,68 s den achten Platz und 2019 schied er bei den Halleneuropameisterschaften in Glasgow mit 7,96 s im Halbfinale aus. Anschließend erreichte er bei den Europaspielen in Minsk nach 13,89 s Rang acht. 2021 gelangte er bei den Halleneuropameisterschaften in Toruń bis ins Halbfinale über 60 m Hürden und schied dort mit 7,87 s aus.
In den Jahren von 2009 bis 2011, von 2013 bis 2016 sowie von 2018 bis 2020 wurde Martinsen dänischer Meister im 110-Meter-Hürdenlauf sowie 2019 auch in der 4-mal-100-Meter-Staffel. Zudem wurde er von 2011 bis 2017 sowie 2019 und 2021 Hallenmeister über 60 m Hürden.

## Persönliche Bestzeiten
- 110 m Hürden: 13,50 s (+1,0 m/s), 20. Juni 2017 in Kopenhagen (dänischer Rekord)
  - 50 m Hürden (Halle): 6,77 s, 12. Februar 2015 in Aarhus (dänischer Rekord)
  - 60 m Hürden (Halle): 7,68 s, 3. März 2017 in Belgrad (dänischer Rekord)